# Iouri Kara
Pour les articles homonymes, voir Kara.
Iouri Viktorovitch Kara (en russe : Юрий Викторович Кара), né le 12 novembre 1954 à Stalino (république soviétique d'Ukraine, URSS) et mort le 16 juillet 2025 à Yalta, est un réalisateur, scénariste et producteur soviétique puis russe.

## Biographie
Iouri Kara est né le 12 novembre 1954 dans la ville ukrainienne Stalino, maintenant appelée Donetsk. 
Après avoir terminé ses études secondaires à l'école no 17 de Stalino en 1972, Iouri Kara a étudié à la Faculté de physique et chimie de l'université de Moscou pour l'acier et des alliages (aujourd’hui UMAA). Au cours de ses études, il a été le chef de l'ensemble vocal et instrumental de l'institut. En 1978, il a obtenu un diplôme en physique des métaux. Ensuite, il a travaillé comme ingénieur en physique de radio à Stalino.
En 1982, il étudie à l’Institut Guerassimov de cinématographie, où il étudie chez Sergueï Guerassimov et son épouse, l'actrice Tamara Makarova. Il termine ses études en 1987 avec son film de fin d'études Demain c'était la guerre tiré d'un récit de Boris Vassiliev. Ce film sera projeté dans 48 pays.
Iouri Kara devient connu en Russie avec ses films Les Voleurs dans la loi (1988) et Les Fêtes de Belshazzar, ou une nuit avec Staline (1990), et par son conflit avec l'Agence spatiale fédérale russe Roskosmos causé par son film Le prix est un voyage dans l'espace, tiré du roman La Marque de Cassandra de l'écrivain russe Tchinguiz Aïtmatov. Roskosmos n’a pas autorisé l'acteur Vladimir Steklov (en) d'aller réellement dans l’espace pour le film.
En 1994, Iouri Kara est devenu internationalement connu pour la controverse entourant son film Le Maître et Marguerite. Bien que le film fût terminé en 1994, il a seulement été montré dans les salles de cinéma en Russie le 7 avril 2011. Malgré le plus gros budget jamais consacré à un film russe et une distribution impressionnante avec des acteurs parmi les plus célèbres de Russie, les producteurs ont décidé de ne pas distribuer le film. Selon eux, le coupage du réalisateur Iouri Kara était inacceptable. La bande sonore originale, enregistrée par Alfred Schnittke a néanmoins été distribuée sur CD. Le 15 novembre 2011 la société de distribution de films russe Louksor film a annoncé de façon inattendue qu’elle avait acheté les droits du film de Kara, et qu'il serait distribué en mars 2011. En réalité, ce fut le 7 avril 2011.
Kara a continué à réaliser des films comme Reines (2007), Reporters (2008 - vidéo) et Hamlet. XXIe siècle (2011).
Le 22 décembre 2015, Iouri Kara est décoré de l'ordre du Mérite pour la Patrie par le président Vladimir Poutine.

## Filmographie
- 1974 : Docteur (Film de thèse)
- 1987 : Demain c'était la guerre (Завтра была война, Zavtra byla voyna)
- 1988 : Les Voleurs dans la loi (Воры в законе)
- 1990 : Les Festins de Balthazar, ou une nuit avec Staline (ru) (Пиры Валтасара, или Ночь со Сталиным)
- 1994 : Le Maître et Marguerite (Мастер и Маргарита), d'après le roman homonyme
- 2001 : Je suis une poupée (ru) (Я — кукла)
- 2002 : Des hommes intéressants (Интересные мужчины)
- 2005 : La Star d'une époque (ru) (C’est une catastrophe de vous aimer) (Звезда эпохи)
- 2007 : Korolev (Королёв)
- 2008 : Reporters (Репортеры)
- 2009 : Hamlet. XXIe siècle (ru) (Гамлет. XXI век)